# Агоста, Меган
Ме́ган Аго́ста-Марчиа́но (англ. Meghan Agosta-Marciano; род. 12 февраля 1987, Уинсор, Онтарио) — канадская хоккейная нападающая. Трёхкратная олимпийская чемпионка (2006, 2010, 2014). Двукратная чемпионка мира (2007, 2012).
На Олимпийских играх 2010 года стала лучшим бомбардиром женского хоккейного турнира с 15 очками (9 шайб + 6 передач) в 5 матчах, а также разделила титул лучшего снайпера турнира со швейцаркой Стефани Марти (по 9 шайб), была признана самым ценным игроком (MVP) и лучшим форвардом, была включена в символическую сборную женского турнира.
После победных Олимпийских игр 2014 года взяла перерыв в хоккее и присоединилась к полицейскому Департаменту Ванкувера в качестве испытательного констебля.

## Статистика
| Легенда | Легенда                    | Легенда | Легенда                   | Легенда | Легенда    |
| ------- | -------------------------- | ------- | ------------------------- | ------- | ---------- |
| И       | Количество проведённых игр | Штр     | Штрафное время            | +/−     | Плюс-минус |
| Г       | Голы                       | П       | Голевые передачи          | О       | Очки       |
| -       | Статистика неизвестна      | —       | Статистика не учитывалась |         |            |

## Достижения

### Командные
CWHL
| Год  | Команда        | Достижение                     |
| ---- | -------------- | ------------------------------ |
| 2012 | Монреаль Старз | Обладательница Кубка Кларксона |

Международные
| Год                          | Команда | Достижение                            |
| ---------------------------- | ------- | ------------------------------------- |
| 2006, 2010, 2014             | Канада  | Олимпийская чемпионка (3)             |
| 2007, 2012                   | Канада  | Чемпионка мира (2)                    |
| 2008, 2009, 2011, 2013, 2016 | Канада  | Серебряный призёр чемпионата мира (5) |

### Личные
Студенческая карьера
| Год                    | Команда            | Достижение                                                  |
| ---------------------- | ------------------ | ----------------------------------------------------------- |
| 2007, 2008, 2009, 2011 | Мерсихурст Лейкерс | Игрок года CHA (4)                                          |
| 2007, 2008, 2009, 2011 | Мерсихурст Лейкерс | Попадание в первую Сборную всех звёзд CHA (4)               |
| 2007, 2008             | Мерсихурст Лейкерс | MVP турнира CHA (2)                                         |
| 2007                   | Мерсихурст Лейкерс | Новичок года CHA                                            |
| 2007                   | Мерсихурст Лейкерс | Попадание в Сборную молодых звёзд CHA                       |
| 2008, 2009             | Мерсихурст Лейкерс | Попадание в Символическую сборную турнира CHA (2)           |
| 2009                   | Мерсихурст Лейкерс | Попадание в Символическую сборную турнира NCAA Championship |

CWHL
| Год        | Команда        | Достижение                               |
| ---------- | -------------- | ---------------------------------------- |
| 2012       | Монреаль Старз | Лучший снайпер CWHL                      |
| 2012, 2013 | Монреаль Старз | Лучший ассистент CWHL (2)                |
| 2012       | Монреаль Старз | Лучший нападающий CWHL                   |
| 2012       | Монреаль Старз | Попадание в Сборную молодых звёзд CWHL   |
| 2012       | Монреаль Старз | Лучший новичок CWHL                      |
| 2012       | Монреаль Старз | MVP чемпионата CWHL                      |
| 2012, 2013 | Монреаль Старз | Обладательница «Анжела Джеймс Эворд» (2) |

Международные
| Год        | Команда | Достижение                                                            |
| ---------- | ------- | --------------------------------------------------------------------- |
| 2010       | Канада  | Лучший бомбардир хоккейного турнира Олимпийских игр                   |
| 2010       | Канада  | Лучший снайпер хоккейного турнира Олимпийских игр                     |
| 2010       | Канада  | Лучший нападающий хоккейного турнира Олимпийских игр                  |
| 2010, 2014 | Канада  | Попадание в Сборную всех звёзд хоккейного турнира Олимпийских игр (2) |
| 2010       | Канада  | MVP хоккейного турнира Олимпийских игр                                |

## Рекорды

### CWHL
Наибольшее количество очков в регулярном сезоне CWHL — 80 в сезоне 2011/12

## Комментарии
1. ↑  Приз, вручаемый победителю CWHL.
2. ↑  Приз лучшему бомбардиру CWHL.